# S.A.C., des hommes dans l'ombre
S.A.C., des hommes dans l'ombre est un téléfilm français (docufiction) réalisé en 2005 par Thomas Vincent.

## Synopsis
L'action du film se déroule en 1981 et a pour cadre la tuerie d'Auriol. Plus que des faits eux-mêmes, c'est de leurs coulisses, et notamment de l'histoire du Service d'action civique (SAC) qu'il est question.
Le film commence par une réunion de dirigeants du SAC à Marignane (Bouches-du-Rhône) mettant en lumière les rivalités internes quant à la ligne politique du mouvement à l'approche de l'élection présidentielle. Décision est prise au cours de cette réunion de supprimer Jacques Massié, chef local du SAC à Marseille et jugé peu fiable. Massié sera assassiné avec sa famille par des hommes du SAC le 18 juillet 1981.
Rapidement, l'enquête s'oriente sur la piste d'un règlement de comptes interne au SAC. Membre « historique » du SAC dont la carrière lui a récemment valu la Légion d'honneur, le commissaire divisionnaire Louis Routier est rapidement mis en cause pour son rôle dans la décision de procéder à l'exécution de Jacques Massié.
À travers les progrès de l'enquête et les retours sur la vie du commissaire Routier, le documentaire retrace l'histoire du SAC. Son rôle de police politique et ses collusions multiples avec les milieux mafieux sont notamment mis en exergue. Abandonné par ses divers appuis issus du monde politique et du "milieu" marseillais, Routier assume l'entière responsabilité de la tuerie plutôt que de mettre en cause des personnalités plus haut placées, tel Pierre Debizet, le père-fondateur du SAC. À la condamnation pénale, Routier préfèrera la destruction des pièces à conviction et le suicide.
La tuerie d'Auriol aboutira à la dissolution du SAC par le président Mitterrand, Pierre Debizet bénéficia in fine d'un non-lieu faute d'éléments à charge.

## Fiche technique
- Titre : S.A.C., des hommes dans l'ombre
- Réalisation : Thomas Vincent
- Scénario : Hugues Pagan et Claude Angeli
- Musique :
- Durée totale :
- Dates de diffusion : 29 novembre 2005, sur Canal+

## Distribution
- Tchéky Karyo : Louis Routier
- Bernard Bloch : Pierre-Marie Rosa
- Jean-Pierre Kalfon : Pierre Debizet
- Simon Abkarian : inspecteur Césari
- Éléonore Gosset : Mlle Routier
- Philippe Vieux: Lionel Leduc
- Bernard Le Coq : Ferrand, inspection des services
- Olivier Rabourdin : Jean Augé